# ورود ژاپن به جنگ جهانی اول
ورود ژاپن به جنگ جهانی اول امپراتوری ژاپن، در ۲۳ اوت ۱۹۱۴ وارد جبهه مشترک متفقین جنگ جهانی اول شد و از فرصت مشغول شدن امپراتوری آلمان با جنگ جهانی اول استفاده کرد تا حوزه نفوذ خود را در چین و اقیانوس آرام گسترش‌دهد. ژاپن قبلاً یک اتحاد نظامی به نام اتحاد ژاپن و بریتانیا داشت، اما این کشور را ملزم به ورود به جنگ نمی‌کرد اما به منظور دستیابی به دستاوردهای سرزمینی به متفقین پیوست و توانست دارایی‌های کوچک پراکنده آلمان را در اقیانوس آرام و سواحل چین با حداقل درگیری به دست‌آورد.
متفقین دیگر در برابر تلاش‌های ژاپن برای تسلط بر چین از طریق بیست و یک تقاضا از سال ۱۹۱۵ سخت عقب‌نشینی کردند. اشغال سیبری توسط ژاپن یا مداخله سیبری علیه بلشویک‌ها (و اقدامات محدود نظامی نتیجه کمی داشت)، و در کنفرانس صلح پاریس، در پایان جنگ، ژاپن تا حد زیادی از جاه‌طلبی‌های خود ناامیدشد.